# Serrières-sur-Ain
Serrières-sur-Ain is een gemeente in het Franse departement Ain (regio Auvergne-Rhône-Alpes) en telt 116 inwoners (2009). De plaats maakt deel uit van het arrondissement Nantua.

## Geografie
De oppervlakte van Serrières-sur-Ain bedraagt 7,9 km², de bevolkingsdichtheid is dus 14,7 inwoners per km².
De onderstaande kaart toont de ligging van Serrières-sur-Ain met de belangrijkste infrastructuur en aangrenzende gemeenten.

## Demografie
Onderstaande figuur toont het verloop van het inwonertal (bron: INSEE-tellingen).
Vanwege een beveiligingsprobleem met de MediaWiki Graph-software is het momenteel niet mogelijk deze grafiek weer te geven. Zodra de software is bijgewerkt zal de grafiek vanzelf weer zichtbaar worden.

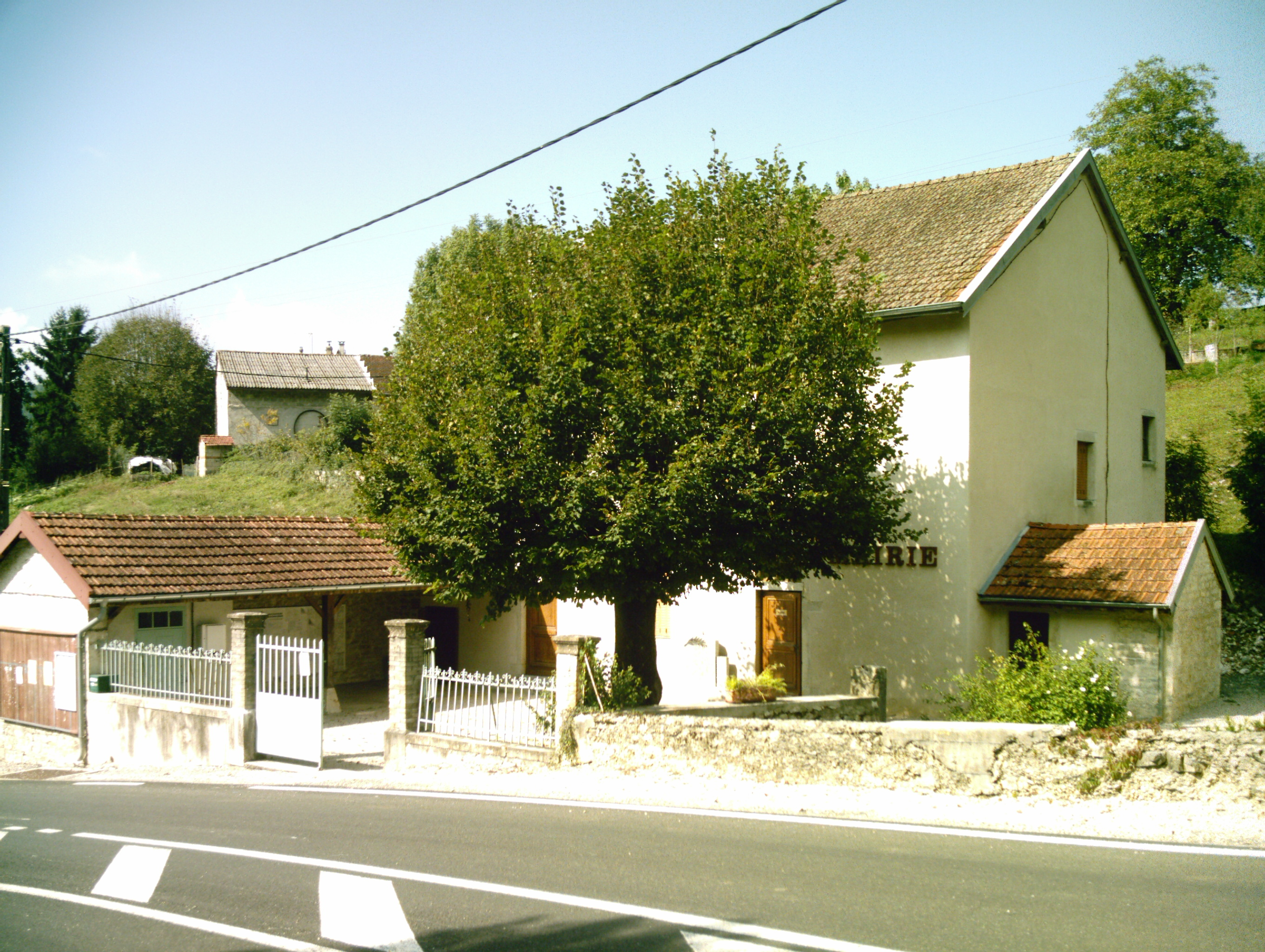
Gemeentehuis

1. ↑  Populations de référence 2022.